# Christian Heinrich von Knoch
Christian Heinrich von Knoch (* 14. August 1649 in Groß Döbern; † 18. Januar 1716 auf Sonnenstein) war königlich polnischer und kursächsischer Generalmajor und Kommandant der Festung Sonnenstein.

## Leben
Seine Eltern waren der sächsische Oberst und Kommandeur in Senftenberg Hans Friedrich von Knoch (1603–1660) und dessen Ehefrau Anna Sabine, geborene von Ponikau.
Knoch wurde im Jahr 1706 zum Oberst und Kommandanten von Sonnenstein ernannt. Später wurde er Generalmajor und starb 1716 auf der Festung. Er war Besitzer von Drochow bei Senftenberg mit dem Dorf Särchen. 1683 kaufte er von seinem Bruder das Gut Pritzen. In seinen letzten Jahren war er auch Landesältester des Kreises Calau, daher pendelte er viel zwischen Sonnenstein und Pritzen.
Knoch heiratete am 16. April 1681 Anna Christina von Metzsch († 1714). Das Paar hatte vier Kinder:
- Anna Sophie (1685–1743) ⚭ 1705 Alexander Dietrich von Eickstedt († 1727)
- Christian Ernst (1686–1756)

⚭ 1721 Eva Dorothea Tugendreich Schenk von Landsberg († 1739)
⚭ 1742 Auguste Wilhelmine von Stammer († 1772)
- Johanna Magdalena (1687–1751) ⚭ 1710 Anton Friedrich von Seifertitz[3]
- Hans Heinrich (1692–1729)